# RPM Tuning
RPM Tuning – zręcznościowa gra wyścigowa, nastawiona na rozgrywkę jednoosobową. Akcja gry rozgrywa się w Los Angeles, w którym znajduje się ok. 50 mil odwzorowanych tras.
Nielegalne nocne wyścigi są tematem gry. Gracz może również dowolnie tuningować posiadane samochody.